# Sauris
Sauris (németül: Zahre) település Olaszországban, Friuli-Venezia Giulia régióban, Udine megyében. Lakosainak száma 389 fő (2023. január 1.). Sauris Forni di Sotto, Ovaro, Prato Carnico, Vigo di Cadore, Forni di Sopra és Ampezzo községekkel határos.

## Népesség
A település népességének változása:
| Lakosok száma | 412  | 405  | 389  |
|               | 2017 | 2018 | 2023 |